# Медведь Упал
Медве́дь Упа́л — озеро в Тигильском районе Камчатского края. Расположено на полуострове Камчатка, в 30 километрах от села Лесная.

## География
Согласно Топонимическому словарю Северо-Востока СССР, причина названия не установлена.
Расположено на правом берегу реки Левая Лесная, рядом с другим озером — Нотайглан, с которым соединено протокой. Севернее протекает река Кыррагонайваям. Озеро окружено горами — на юге горой Пуп (781 метр), на юго-западе горой Катынап (726 метров), на северо-западе горой Вопактунуп (482 метра), на северо-востоке хребтом Кыррагоунэй-Тунуп, на востоке безымянной вершиной, высотой 603 метра.